# Gundel művészeti díj
A Gundel művészeti díjat Láng György, a Gundel étterem egyik akkori tulajdonosa, és Pálmai Tamás, a Magma XXI. Kft ügyvezetője mint magánemberek alapították, 2000 tavaszán. Az első díjátadás 2001 májusának első hétfőjén volt. A díjazott Marosi László kisplasztikáját kapja, pénzt nem, értékét az adja, hogy a magyar művészek legkiválóbbjai kapják meg, akik kiemelkedő munkájukkal hozzájárultak a magyar művészet fejlődéséhez.
Szokás „Magyar Oscar”-nak is nevezni, mivel akkor még ez volt az első olyan művészeti díj, amelynek kategóriánkénti három-három jelöltje közül a helyszínen, közjegyző által lepecsételt boríték felbontásakor derült csak ki a díjazott neve. A díj átadása évről évre a Gundel étterem báltermében vagy kertjében történik.
A díj kategóriái: Film- és tévérendező, irodalom, jelmez-díszlet, operatőr, színész, színésznő, tánc, komolyzene, könnyűzene és néhány különleges díj: Életmű-díj, „Sztár lett” és 2003-ban a Budapest különdíj.
2010-től a kuratórium elnöke Szinetár Miklós. 2011-ben a díj odaítélésének feltételeit átalakították: az életmű-díj kivételével csak pályakezdés előtt állóknak ítélik oda.
A díjátadó időpontja 2014-től a színházi évadok szeptemberi kezdése miatt november végére tevődött. 2015-től pedig a Gundel Étterem először ad gasztronómiai művészeti különdíjat fiatal és tehetséges, de még nem ismert szakácsok kiemelése és támogatása érdekében, minden évben más-más témakörben.

## Díjazottak

### Film- és tévérendező
- 2012 – Lőrincz Nándor és Nagy Bálint[9]
- 2011 – Galán Angéla[3]
- 2010 – Mészáros Márta[7]
- 2009 – Szomjas György[12]
- 2008 – Bollók Csaba[13]
- 2007 – Goda Krisztina[14]
- 2006 – Jelenczki István[15]
- 2004 – Fliegauf Benedek[16]
- 2003 – Mérei Anna és Katona Zsuzsa[17]
- 2002 – Sopsits Árpád[18]
- 2001 – Tarr Béla[19]

### Jelmez-díszlet
- 2004 – Erkel László (Kentaur)[16]
- 2003 – Horesnyi Balázs és Zeke Edit
- 2002 – Márk Tivadar[22]
- 2001 – Csikós Attila[19]

### Operatőr
- 2004 – Pados Gyula[16]
- 2003 – Ragályi Elemér[23]
- 2002 – Garas Dániel[22]
- 2001 – a Werckmeister harmóniák című film opertőrgárdája (Medvigy Gábor és Jörg Wiedmer, Patrick de Ranter, Rob Tregenza, Novák Emil, Erwin Lanzenberger, Gurbán Miklós)[19][24][25]

### Színész
- 2014 – Ifj. Vidnyánszky Attila[10]
- 2013 – Sándor Péter[26]
- 2012 – Nagyhegyesi Zoltán[9]
- 2011 – Tasnádi Bence[5]
- 2010 – Stohl András[7]
- 2009 – Bács Ferenc[12]
- 2008 – Hegedűs D. Géza[13]
- 2007 – Gyabronka József[14]
- 2006 – Szervét Tibor[2]
- 2004 – Trill Zsolt[16]
- 2003 – Garas Dezső[27]
- 2002 – Tordy Géza[23]
- 2001 – Haumann Péter[19]

### Színésznő
- 2013 – Kosik Anita[26]
- 2012 – Spiegl Anna[9]
- 2010 – Pap Vera[7]
- 2009 – Balsai Mónika[12]
- 2008 – Parti Nóra[13]
- 2007 – Egri Kati[14]
- 2006 – Gyöngyössy Katalin[2]
- 2004 – Udvaros Dorottya[16]
- 2003 – Udvaros Dorottya[23]
- 2002 – Törőcsik Mari[23]
- 2001 – Kováts Adél[19]

### Színházi rendező
- 2010 – Zsámbéki Gábor[7]
- 2009 – Szinetár Miklós[7]
- 2008 – Mácsai Pál[13]
- 2007 – Eszenyi Enikő[28]
- 2006 – Elek Dóra[2]
- 2004 – Schilling Árpád[16]
- 2003 – Babarczy László[29]
- 2002 – Kovalik Balázs[29]
- 2001 – Zsótér Sándor[19]

### Képzőművészet
- 2014 – Hardi Ágnes szobrász[10]
- 2013 – Magyari Balázs szobrász és Tőkés Réka Festőművész[26]
- 2012 – Szabó Franciska[9]
- 2011 – Szabó Attila[30]
- 2010 – Urbán György[7]
- 2009 – Konok Tamás[12]
- 2008 – Vinczellér Imre[13]
- 2007 – Verebics Katalin[31]
- 2006 – Gyémánt László[2]

### Szobrászat
- 2010 – Madarassy István[7]
- 2009 – Párkányi Raab Péter[12]
- 2008 – Farkas Ádám[13]

### Tánc
- 2014 – Pesel Anita[10]
- 2013 – Horányi Adrienn balerina és Kovács Gábor néptáncos[26][32]
- 2012 – Földi Lea, Rónai András, Szabó Kincső és Farkas Máté[9]
- 2010 – Román Sándor[7]
- 2009 – Volf Kati[12]
- 2008 – Oláh Zoltán[13]
- 2007 – Aleszja Popova[14]
- 2006 – ifj. Nagy Zoltán[2]
- 2004 – Horváth Csaba[33]
- 2003 – Solymosi Tamás[22]
- 2002 – Ladányi Andrea[34]
- 2001 – Juronics Tamás[35]

### Musical-operett
- 2010 – Egyházi Géza[7]
- 2009 – Dolhai Attila[12]
- 2008 – Kalocsai Zsuzsa[13]
- 2007 – Polyák Lilla[29]
- 2006 – Miller Zoltán[2]

### Komolyzene
- 2014 – Kokas Dóra[10]
- 2013 – Kovács Gergely
- 2012 – Bán Máté[9]
- 2011 – Palojtay János[8]
- 2010 – Medveczky Ádám[7]
- 2009 – Farkas Gábor zongoraművész[12]
- 2008 – Héja Domonkos[13]
- 2007 – Virág Emese[14]
- 2006 – Rácz Zoltán ütőhangszeres[2]
- 2004 – Kovács János[16]
- 2003 – Érdi Tamás[36]
- 2002 – Vajda Gergely karmester[37]
- 2001 – Eötvös Péter[19]

### Könnyűzene
- 2010 – Jambalaya[7]
- 2009 – Ferenczi György és a Raczkajam[12]
- 2008 – Ludditák[13]
- 2007 – Quimby[14]
- 2006 – Jazzmoments[2]
- 2004 – Presser Gábor[16]
- 2003 – Katona Klári[29]
- 2002 – Sztevanovity Zorán[23]

### Operaénekes
- 2013 – Ruszó Alexandra
- 2012 – Balgova Gabriella[9]
- 2011 – Vörös Szilvia[8]
- 2010 – Bátori Éva[7]
- 2009 – Sümegi Eszter[12]
- 2008 – Wiedemann Bernadett[13]

### Művészeti menedzser
- 2010 – Kárászy Szilvia[7]
- 2009 – Skonda Mária[12]
- 2008 – Dr. Baán László[13]
- 2007 – Kiss Imre[14]

### Életmű-díj
- 2015 – Koncz Zsuzsa[38]
- 2014 – Tokody Ilona[39]
- 2013 – Szörényi Levente[40]
- 2012 – Ráday Mihály[9]
- 2011 – Kalász Márton[3]
- 2010 – Barta Mária, Berczelly István, Makk Károly[13]
- 2009 – Psota Irén, Kass János, Seregi László[12]
- 2008 – Bárdy György, Óvári Lajos, Szakonyi Károly[13]
- 2007 – Harkányi Endre, Romvári József, Varga Imre[14]
- 2006 – Havas Ferenc, Lázár Egon, Morell Mihály
- 2004 – Méray Tibor[16]
- 2003 – Melis György[41]
- 2002 – Faludy György[42]
- 2001 – Darvas Iván[19]

### „Sztár lett”
- 2017 - Pasztircsák Polina operaénekesnő[43]
- 2015 – Balsai Móni[38]
- 2014 – Tarján Zsófia (Honeybeast)[10]
- 2013 – Attraction Látványszínház
- 2012 – Horváth Mariann[9]
- 2011 – Wolf Kati[30]
- 2010 – Pokorny Lia[7]
- 2009 – Tompos Kátya[12]
- 2008 – Szávay Ágnes[13]
- 2007 – Rúzsa Magdi[14]
- 2006 – Hámori Gabriella[2]
- 2004 – Oláh Ibolya[16]
- 2003 – Bíró Eszter[3]
- 2002 – Oroszlán Szonja[29]

### Különdíj
- 2014 - Nagy Boglárka festőművész és Kruppa Bálint hegedűművész[10]
- 2004 – Leoš Janáček: Jenůfa című művének előadói[16]
- 2003 – Fabini Alapítvány[22]
- 2002 – Görgey Gábor[44]
- 2001 – a Bartók: Gyökerek című dokumentumfilm alkotói (Gaál István rendező-operatőr, Várbíró Judit szerkesztő és Kovács Sándor szaktanácsadó)[19][25]

### Budapest különdíj
- 2003 – Zimányi Zsófia, a Budapesti Tavaszi Fesztivál szervezéséért[22][45]

### „BUDAPESTÉRT” életmű kategória
- 2017 - Prof. Dr. Kásler Miklós, életművéért[43]